# Rhynchostegium selaginellifolium
Rhynchostegium selaginellifolium är en bladmossart som beskrevs av C. Müller 1896. Rhynchostegium selaginellifolium ingår i släktet näbbmossor, och familjen Brachytheciaceae. Inga underarter finns listade i Catalogue of Life.